# Двигатель Hino N
Hino N — дизельный двигатель внутреннего сгорания, выпускаемый с 2003 года компанией Hino.

## Описание
Впервые двигатель Hino N появился в 2003 году. Его диаметр цилиндра 104 мм, а ход поршня — 118 мм. Объём составляет 4009 см3.
В целях соответствия японским нормам выбросов двигатель оснащён системой впрыска Common-Rail, системой рециркуляции выхлопных газов и противосажевым фильтром. Модель является идентичной двигателю Toyota B.
В значительной степени двигатель Hino N устанавливается на коммерческие автомобили, автобусы и вилочные погрузчики.

## Модификации
- N04C-A. Выпускается с 2004 года[5].
- N04C-TB. Выпускается с 2003 года[6].
- N04C-TC. Выпускается с 2004 года[7].
- N04C-TD. Выпускается с 2003 года[8].
- N04C-TE. Сочетается с электродвигателем.
- N04C-TH. Выпускается с 2006 года[9].
- N04C-TJ. Выпускается с 2006 года[10].
- N04C-TK. Выпускается с 2006 года[11].
- N04C-TL. Выпускается с 2006 года[12].
- N04C-ТМ. Выпускается с 2006 года[13].
- N04C-TN. Выпускается с 2006 года.
- N04C-TQ.
- N04C-TW.
- N04C-TY.
- N04C-UB.
- N04C-UD. Выпускается с 2007 года.
- N04C-UE. Выпускается с 2007 года.
- N04C-UH.
- N04C-UL.
- N04C-UM.
- N04C-ООН.
- N04C-UP.
- N04C-UQ. Выпускается с 2012 года.
- N04C-UR.
- N04C-US.
- N04C-UT[14].
- N04C-UV.
- N04C-UY.
- N04C-VA.
- N04C-VB.
- N04C-VC.
- N04C-VH.
- N04C-VJ. Выпускается с 2014 года.
- N04C-VK. Выпускается с 2014 года.
- N04C-VL.
- N04C-VT.
- N04C-VU.
- N04C-VV.
- N04C-VY.
- N04C-WA.
- N04C-WB.
- N04C-WE.
- N04C-WF.
- N04C-WG.
- N04C-WH.
- N04C-WJ.
- N04C-WK.
- N04C-WL.
- N04C-WM.
- N04C-WN.
- N04C-WP.
- N04C-WR.
- N04C-WV.
- N04C-WW.
- N04C-WY.
- N04C-YA.